# ميكال شليغل
ميكال شليغل (بالإنجليزية: Michal Schlegel)‏ (و. 1995  م) هو راكب دراجة هوائية تشيكي، ولد في أوستي ناد أورليتسي، شارك في الألعاب الأوروبية 2015.

## سباقات أو مراحل فاز بها
| التاريخ        | السباق                                                       | المركز                                                                  |
| -------------- | ------------------------------------------------------------ | ----------------------------------------------------------------------- |
| 16 أغسطس 2015  | 2015 جولة ركوب الدراجات التشيكية                             |                                                                         |
| 13 سبتمبر 2015 | طواف شرق بوهيميا 2015                                        | الثالث في التصنيف العام                                                 |
| 29 مارس 2016   | 2016 Gran Premio Palio del Recioto                           |                                                                         |
| 05 يونيو 2016  | 2016 Peace Race U23                                          | التاسع في تصنيف الجبال                                                  |
| 23 يونيو 2016  | سباق الطريق ضد الساعة للرجال تحت 23 سنة في بطولة التشيك 2016 | الفائز في التصنيف العام                                                 |
| 26 يونيو 2016  | سباق الطريق للرجال تحت 23 سنة في بطولة التشيك 2016           | الفائز في التصنيف العام                                                 |
| 27 أغسطس 2016  | تور دي أفينير 2016                                           | الثامن في التصنيف العام                                                 |
| 23 أبريل 2017  | طواف كرواتيا 2017                                            | السابع في التصنيف العام                                                 |
| 04 يونيو 2017  | 2017 Peace Race U23                                          | الثاني في تصنيف الجبال، الثالث في التصنيف العام، الخامس في تصنيف النقاط |
| 13 أغسطس 2017  | جولة ركوب الدراجات التشيكية 2017                             |                                                                         |
| 27 أغسطس 2017  | تور دي أفينير 2017                                           | السادس في التصنيف العام                                                 |
| 04 أغسطس 2019  | 2019 Tour Alsace                                             |                                                                         |
| 30 مايو 2021   | 2021 GP Slovenia                                             |                                                                         |
| 06 يونيو 2021  | طواف مالوبولسكا 2021                                         | الفائز في التصنيف العام                                                 |
| 13 يونيو 2021  | 2021 Oberösterreich Rundfahrt                                |                                                                         |
| 10 يوليو 2021  | سباق فيسيغراد 4 للدراجات - جي بي هنغاريا 2021                | الفائز في التصنيف العام                                                 |

## روابط خارجية
- ميكال شليغل على موقع الاتحاد الدولي للدراجات (الإنجليزية)
- ميكال شليغل على موقع أرشيف الدراجات (الإنجليزية)
- ميكال شليغل على موقع إحصائيات الدراجات الإحترافية (الإنجليزية)
- ميكال شليغل على موقع نسبة الدراجات (الإنجليزية)
- ميكال شليغل على موقع أوليمبيديا (الإنجليزية)
- ميكال شليغل على موقع اللجنة الأولمبية التشيكية (التشيكية)